# Старково (Псковская область)
Старково — деревня в Струго-Красненском районе Псковской области России. Входит в состав сельского поселения «Новосельская волость».

## География
Находится на северо-востоке региона, в юго-западной части района, в лесной  местности, на р.Дребенка.
Уличная сеть не развита.

## История
До марта 2005 года деревня Старково входила в  Молодейскую волость.
В соответствии с Законом Псковской области от 28 февраля 2005 года № 420-ОЗ  деревня Старково, вместе с другими селениями упраздненной Молодейской волости, вошла в состав образованного муниципального образования Новосельская волость.

## Население
| 2001 | 2002 | 2010 | 2011 |
| ---- | ---- | ---- | ---- |
| 4    | ↗7   | ↘5   | ↘2   |

## Инфраструктура
Личное подсобное хозяйство, вывоз леса и деревообработка. 
Почтовое отделение, обслуживающее д. Старково, — 181160; расположено в д. Молоди.

## Транспорт
Просёлочная дорога к д. Палицы .